# 후루쓰역
후루쓰역(일본어: 古津駅)은 일본 니가타현 니가타시 아키하구에 있는, 동일본 여객철도의 철도역이다. 신에쓰 본선이 지나간다.

## 역 구조
상대식 2면 2선 구조의 지상역으로, 양쪽 승강장은 과선교로 이어져 있다.
니쓰역이 관리하는 무인역으로, 역사는 1번선의 동쪽 출구 쪽에만 세워져 있으며 자동발권기, 자동판매기, 화장실 등이 있다. 서쪽 출구 쪽으로는 역사가 따로 없으며, 승강장 위의 맞이방 안에 자동발권기가 놓여있다.
간이개찰기에서 스이카 및 제휴 교통카드의 사용이 가능하다.

### 승강장
| 1 | ■ 신에쓰 본선 | 히가시산조 · 나가오카 방면 |
| 2 | ■ 신에쓰 본선 | 니쓰 · 니가타 방면         |

## 역세권 정보
- 국도 제403호선
- 니가타 약학대학 니쓰 캠퍼스
- 니가타 현립 식물원
- 니가타 시 니쓰 미술관

## 역사
- 1943년 9월 28일 - 일본국유철도의 후루쓰 신호장으로 개업했다.
- 1949년 5월 28일 - 보통역으로 승격했다.
- 1987년 4월 1일 - 민영화에 따라 동일본 여객철도의 소속이 되었다.
- 2006년 1월 21일 - 스이카의 사용이 개시되었다.

## 인접역
| 동일본 여객철도 신에쓰 본선 | 동일본 여객철도 신에쓰 본선 | 동일본 여객철도 신에쓰 본선 |
| --------------------------- | --------------------------- | --------------------------- |
| 야시로다 나오에쓰 방면      | ■ 보통                      | 니쓰 니가타 방면            |